# Microlicia regeliana
Microlicia regeliana är en tvåhjärtbladig växtart som beskrevs av Célestin Alfred Cogniaux. Microlicia regeliana ingår i släktet Microlicia och familjen Melastomataceae. Inga underarter finns listade i Catalogue of Life.